# 樊城堆遗址
28°02′14″N 115°19′41″E / 28.03722°N 115.32806°E
樊城堆遺址位於中國江西省樟樹市劉公廟鎮廟下村東側，地處贛江二級支流雌溪上游。樊城堆遺址位在拾年山遺址東約23公里處。蒙河在拾年山遺址南邊流經，該河大致自西北向東南匯入贛江的支流——袁水，而樊城堆遺址附近的兩條河流與蕭江聯繫，最終也匯入贛江。地下有鹽礦。
樊城堆遺址於1975年被發現，1977年、1978年、1980年先後進行了三次發掘。遺址為土墩型遺址，高出旁邊田地1～3米，南北長124米，東西寬100米，面積超過1萬平方米[3]。2006年被列為第六批全國重點文物保護單位。

## 發掘簡界

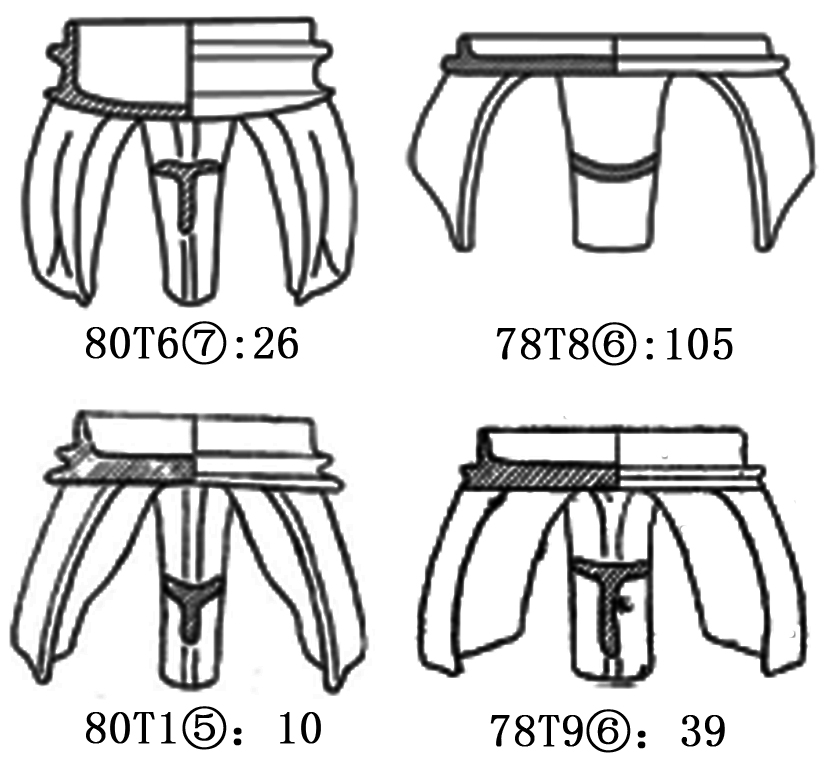
樊城堆遺址的盤形鼎(可能被用作曬鹽工具)

樊城堆遺址是典型贛中地區青銅時期遺址，其文化堆積可分七層，第一層為耕土層，厚：30公分左右。第二層為吳城文化遺存；第三至第七層遺存的文化類型已被命名為樊城堆文化。遺址沒有做過測年，但依其與拾年山遺址比較，樊成堆文化遺存相當於拾年山遺址第三期文化層，所以年代為距今約4300～3700年；二層應為距今3700～3000年。
出土遺跡有發現制陶窯址、房屋建築、灰坑、墓葬。墓葬以典型拾年山文化和樊城堆文化為主，另發現一座與石家河文化相似的甕棺墓。
出土的遺物有石斧、石鏟等生產工具，杯、碗、罐袋足鬹等生活用具。4-5層少量發現的硬陶證明該遺址下層文化已屬於青銅時代。墓葬裡泥質黑皮陶較多；遺址出土很多夾砂陶淺盤形鼎，幾位學者認為這是本地特用的曬鹽工具。
- 新石器时代灰陶豆，1974年樊城堆遗址出土